# Temalangeni Dlamini
Temalangeni Dlamini (sinh ngày 16 tháng 7 năm 1987 tại Mbabane) là một vận động viên chạy nước rút người Swazi. Cô đại diện cho Swaziland tại Thế vận hội Mùa hè 2008 ở Bắc Kinh, nơi cô trở thành người cầm cờ tại lễ khai mạc. Dlamini thi đấu ở nội dung 400 mét nữ, nơi cô đã về đích cuối cùng ở lượt chạy thứ 7 và là lượt cuối cùng, với thời gian 59,91 giây. Cô cũng đạt được kết quả tốt nhất của mình tại Giải vô địch thế giới IAAF năm 2007 tại Osaka, Nhật Bản, với thời gian cá nhân tốt nhất là 58,27 giây.